# Punktsmalbi
Punktsmalbi (Lasioglossum punctatissimum) är en biart som först beskrevs av Schenck 1853. Den ingår i släktet smalbin och familjen vägbin.

## Beskrivning
Ett mörkt bi med avlångt huvud samt utåtbuktande panna och munsköld. Hanen har en gul spets på munskölden, gul överläpp och käkar samt gul undersida på de annars mörka antennerna. Även större delen av skenbenen och hela fötterna på hans bakersta benpar är tydligt gula.Bakkanterna på tergit 2 och 3 är svart röda. Honan har dessutom obetydliga, vita hårsamlingar på sternit 3 till 5. Ett tämligen litet bi, honan är 6 till 7 mm lång, hanen omkring 6 mm.

## Ekologi
Arten förekommer på öppna marker, i jordbrukslandskap, gräsmarker, hedar, buskvegetation av macchiatyp, torra sluttningar på kalk- och lössjord, vingårdar, fruktträdgårdar och andra planterade områden.
Honorna flyger främst till kransblommiga växter, medan hanarna också kan besöka korgblommiga växter, ljungväxter, ärtväxter, rosväxter, ranunkelväxter och flenörtsväxter. Honan flyger från april till oktober, hanen från juli september.
Arten tros vara solitär, honan anses själv stå för bobyggnad och omsorgen om avkomman. Boet grävs ut i sand- eller lerjordar, men övriga detaljer om artens liv är dåligt kända. Bona kan parasiteras av släntblodbi, pannblodbi och gökbiet Nomada furva, som lägger ägg i släntsmalbiets larvceller, ett ägg i varje cell. Blodbihonorna förstör värdägget (eller den nykläckta -larven) i samband med äggläggningen, medan gökbilarverna själva äter upp värdägget eller -larven. I båda fallen lever de inkräktande larverna på värdlarvernas matförråd.

## Utbredning
Utbredningsområdet omfattar Europa från Irland och Storbritannien i väst till Uralbergen samt Främre Orienten från Marocko till Iran i öst. Söderut når arten till Iberiska halvön och Nordafrika, norrut till Sverige och Finland.
I Sverige förekommer arten i Götaland upp till Stockholmstrakten, inklusive Öland och Gotland.
I Finland har den observerats i södra delen inklusive Åland, norrut ungefärligen upp till en linje mellan Satakunta – Egentliga Tavastland – Päijänne-Tavastland – Södra Savolax
Arten är klassificerad som livskraftig i både Sverige och Finland.

## Underarter
Arten har underarterna Lasioglossum punctatissimum punctatissimum och Lasioglossum punctatissimum angustifrons. Den senare förekommer från södra Iberiska halvön till Nordafrika.